# AMC (Portugal)
O AMC é um canal de televisão por subscrição destinado ao público português. O canal é produzido pela AMC Networks International Iberia. Começou as suas emissões a 4 de novembro de 2014, em substituição do MGM Portugal.
O canal emite nos operadores NOS, MEO, Vodafone e NOWO. Tem uma programação baseada em séries (principalmente séries originais da AMC norte-americana) e também cinema.
O canal emite em 16:9 e dispõe de versão em HD.
No dia 1 de maio de 2015, o canal AMC passou a emissão para a transmissão a partir da ibérica e começou a emitir em 16:9, substituindo o formato 4:3. Com esta mudança, o canal passou a estar disponível com atualizações nas redes sociais e site oficial.

## Logotipos

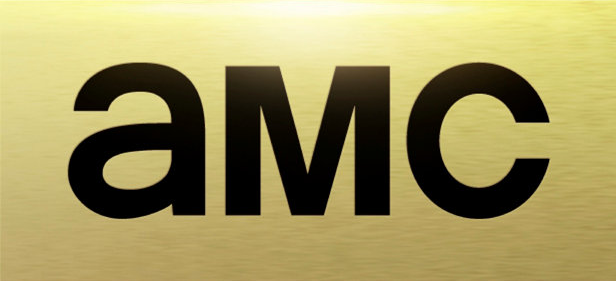
2014–2016
2016–2019
Desde 2019